# Моногнаты
Моногнаты (лат. Monognathus) — род лучепёрых рыб из монотипического семейства моногнатовых (Monognathidae). Раньше включали в самостоятельный отряд мешкоротообразных (Saccopharyngiformes), однако, на основании исследований их отнесли к угребразным. Морские, глубоководные рыбы. Распространены в тропических, субтропических и умеренных водах всех океанов. Обитают на глубине более 2000 м. Максимальная длина тела представителей разных видов варьирует от 4 до 15,9 см.

## Описание
Тело короткое или немного удлинённое, без чешуи. Анальное отверстие расположено в передней ¼—⅓ части тела. Брюхо растяжимое, задняя часть часто выступает в виде мешочка, окончание которого может заходить за анальное отверстие. Голова умеренная; глаза маленькие. Рыло короткое или умеренно удлинённое; орган обоняния представляет собой короткую трубку между передней и задней ноздрями. Верхняя челюсть (верхне- и предчелюстные кости) отсутствует, сильно удлинённая нижняя челюсть смыкается с нижней частью нейрокраниума. Мелкие конические зубы на нижней челюсти расположены в один ряд. В середине передней части черепа расположен непарный клык, снабженный ядовитой железой. Спинной и анальный плавники длинные, без скелетной поддержки, доходят до хвостовой части тела; могут сливаться или не сливаться вокруг кончика хвоста; настоящий хвостовой плавник отсутствует. Спинной плавник начинается на середине туловища или до неё. Грудные плавники отсутствуют. Боковая линия отсутствует. Окраска тела варьирует от бесцветной до светло- или тёмно-коричневой.

## Классификация
В состав рода включают 15 видов:
- Monognathus ahlstromi Raju, 1974 — Моногнат Альстрома
- Monognathus berteli J. G. Nielsen & Hartel, 1996
- Monognathus bertini Bertelsen & J. G. Nielsen, 1987
- Monognathus boehlkei Bertelsen & J. G. Nielsen, 1987
- Monognathus bruuni Bertin, 1936
- Monognathus herring Bertelsen & J. G. Nielsen, 1987
- Monognathus isaacsi Raju, 1974
- Monognathus jesperseni Bertin, 1936
- Monognathus jesse Raju, 1974
- Monognathus nigeli Bertelsen & J. G. Nielsen, 1987
- Monognathus ozawai Bertelsen & J. G. Nielsen, 1987
- Monognathus rajui Bertelsen & J. G. Nielsen, 1987
- Monognathus rosenblatti Bertelsen & J. G. Nielsen, 1987
- Monognathus smithi Bertelsen & J. G. Nielsen, 1987
- Monognathus taningi Bertin, 1936 — Моногнат Тонинга